# Torrenueva
Torrenueva település Spanyolországban, Ciudad Real tartományban. Torrenueva Valdepeñas, Torre de Juan Abad és Santa Cruz de Mudela községekkel határos. Lakosainak száma 2669 fő (2024).

## Népesség
A település népessége az elmúlt években az alábbi módon változott:
| Lakosok száma | 3238 | 3120 | 3020 | 2949 | 2991 | 2988 | 2820 | 2702 | 2708 | 2669 |
|               | 2001 | 2004 | 2006 | 2009 | 2011 | 2014 | 2016 | 2019 | 2021 | 2024 |